# Ázsiai országok zászlóinak képtára
Ez a galéria Ázsia országainak és ázsiai tagállamokkal rendelkező nemzetközi szervezetek zászlóit mutatja be.

## Nemzetközi

A FÁK zászlaja
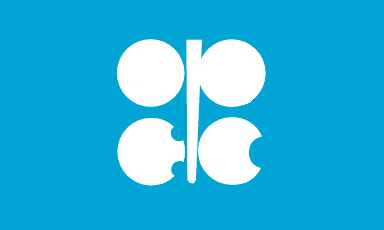
Az OPEC zászlaja

## Közép-Ázsia

Kazahsztán zászlaja
Kirgizisztán zászlaja
Tádzsikisztán zászlaja
Türkmenisztán zászlaja
Üzbegisztán zászlaja

## Kelet-Ázsia

Kína zászlaja
Tajvan zászlaja
Japán zászlaja
Észak-Korea zászlaja
Dél-Korea zászlaja
Mongólia zászlaja

## Kelet-Európa

Oroszország zászlaja

## Délkelet-Ázsia

Brunei zászlaja
Kambodzsa zászlaja
Indonézia zászlaja
Laosz zászlaja
Malajzia zászlaja
Mianmar zászlaja
A Fülöp-szigetek zászlaja
Szingapúr zászlaja
Thaiföld zászlaja
Kelet-Timor zászlaja
Vietnám zászlaja

## Dél-Ázsia

Afganisztán zászlaja
Banglades zászlaja
Bhután zászlaja
India zászlaja
Irán zászlaja
A Maldív-szigetek zászlaja
Nepál zászlaja
Pakisztán zászlaja
Srí Lanka zászlaja

## Nyugat-Ázsia

Örményország zászlaja
Azerbajdzsán zászlaja
Bahrein zászlaja
Ciprus zászlaja
Grúzia zászlaja
Irak zászlaja
Izrael zászlaja
Jordánia zászlaja
Kuvait zászlaja
Libanon zászlaja
Omán zászlaja
Palesztina zászlaja
Katar zászlaja
Szaúd-Arábia zászlaja
Szíria zászlaja
Törökország zászlaja
Az Egyesült Arab Emírségek zászlaja
Jemen zászlaja